# Casson (Loire-Atlantique)
Casson település Franciaországban, Loire-Atlantique megyében. Lakosainak száma 2600 fő (2022. január 1.). Casson Nort-sur-Erdre, Grandchamps-des-Fontaines, Héric és Sucé-sur-Erdre községekkel határos.

## Népesség
A település népességének változása:
| Lakosok száma | 647  | 974  | 1202 | 2012 | 2114 | 2183 | 2303 | 2421 | 2480 | 2600 |
|               | 1968 | 1982 | 1990 | 2006 | 2013 | 2015 | 2017 | 2019 | 2020 | 2022 |